# Cristián III de Oldemburgo
Cristián III (documentado por vez primera en 1269 en Oldemburgo, - m. en Oldemburgo en 1285) fue un noble alemán, conde de Oldemburgo desde 1270 hasta su muerte. Sus padres fueron Juan I de Oldemburgo y Riquilda (o Rixa) de Hoya-Stumpenhausen.

## Biografía
Cristián III aparece mencionado por vez primera en un documento de 1269 como Dei gratia comes in Aldenborch.  Desde 1272, su hermano Otón II aparece como gobernante junto a él.
Durante los primeros años de su reinado, los ministeriales, liderados por el caballero Robert von Westerholt, se rebelaron. Los rebeldes consiguieron invadir la ciudad de Oldemburgo. Cristián, que aún defendía el castillo de Oldemburgo, incendió la ciudad, de manera que a los atacantes no les quedó comida ni refugio y tuvieron que retirarse. Cristián los persiguió, y los derrotó de manera decisiva en la batalla de la marisma de Tungeler.  Robert von Westerholt y otros nobles rebeldes fueron apresados. La crónica de Rasted describe su victoria con gran detalle.
En fuentes contemporáneas, Cristián es descrito como amante de la paz ("... los campesinos vivieron en paz y completa traquilidad") y amistoso con la iglesia. Era piadoso y también sabía cómo disfrutar de la vida ("... amaba el buen vino").
Se casó con Juta de Bentheim y tuvieron tres hijos. Su hijo mayor, Juan II lo sucedió en 1285 como conde de Oldemburgo; Otón se convirtió en arzobispo de Bremen en 1344.
Es antepasado directo, por línea materna, del rey Felipe VI de España, y por el lado paterno de muchos reyes de Dinamarca y zares de Rusia, así como de la reina Victoria del Reino Unido y del rey Carlos III del Reino Unido.